# マッシモ・スタンツィオーネ
マッシモ・スタンツィオーネ（Massimo Stanzione、Stanzioniとも、1585年 – 1656年）はイタリアの画家、主にナポリで活動した。宗教画を描き多くのナポリの画家に影響を与えた。ローマ教皇、ウルバヌス8世から騎士の称号を授けられた後は「EQUES MAXIMUS（大騎士）」と作品に署名した。「ナポリのグイド・レーニ」と賞される17世紀のナポリ派を代表する画家である。ボローニャ派のグイド・レーニやドメニキーノのスタイルとナポリで発展した、カラヴァッジオの影響を受けたスタイルを融合させた。

## 略歴
現在のナポリ県のフラッタマッジョーレ かカゼルタ県のオルタ・ディ・アテッラの生まれとされる。ナポリの画家、ファブリツィオ・サンタフェーデ（Fabrizio Santafede: c.1560–1623/28）かバッティステッロ・カラッチョロ（Battistello Caracciolo: 1578-1635）の弟子であったと考えられている。1617年から1630年までは、しばしばローマで仕事をするようになった。ローマではカラヴァッジオやグイド・レーニ（1575-1642）、アンニーバレ・カラッチ（1560-1609）、シモン・ヴーエ（1590-1649）や女性画家のアルテミジア・ジェンティレスキ（1593-1652）の作品に影響を受けた。
ローマの教会の壁画を描き、高く評価され、1621年にローマ教皇グレゴリウス15世から勲章を受け、1627年にウルバヌス8世から騎士の称号を授けられた。
アルテミジア・ジェンティレスキが1630年にナポリに活動拠点を移すと、スタンツィオーネもナポリで活動し、協力関係を持つようになったと伝えられている。ナポリ王でもあったスペインのフェリペ4世の注文でマドリードのブエン・レティーロ宮殿（Palacio del Buen Retiro）に飾られた絵画などでジェンティレスキと協力したとされる。
ナポリ大聖堂など、多くのナポリの教会の装飾壁画や祭壇画も描いた。
スタンツィオーネは、ホセ・デ・リベーラ（1591-1652）とともに、17世紀前半のナポリの代表的な画家の一人とされる。1656年のペスト大流行の際に亡くなったとされる。スタンツィオーネの工房ではアンドレア・ヴァッカロ（Andrea Vaccaro: 1604-1670）らも働いた可能性がある。

## 作品

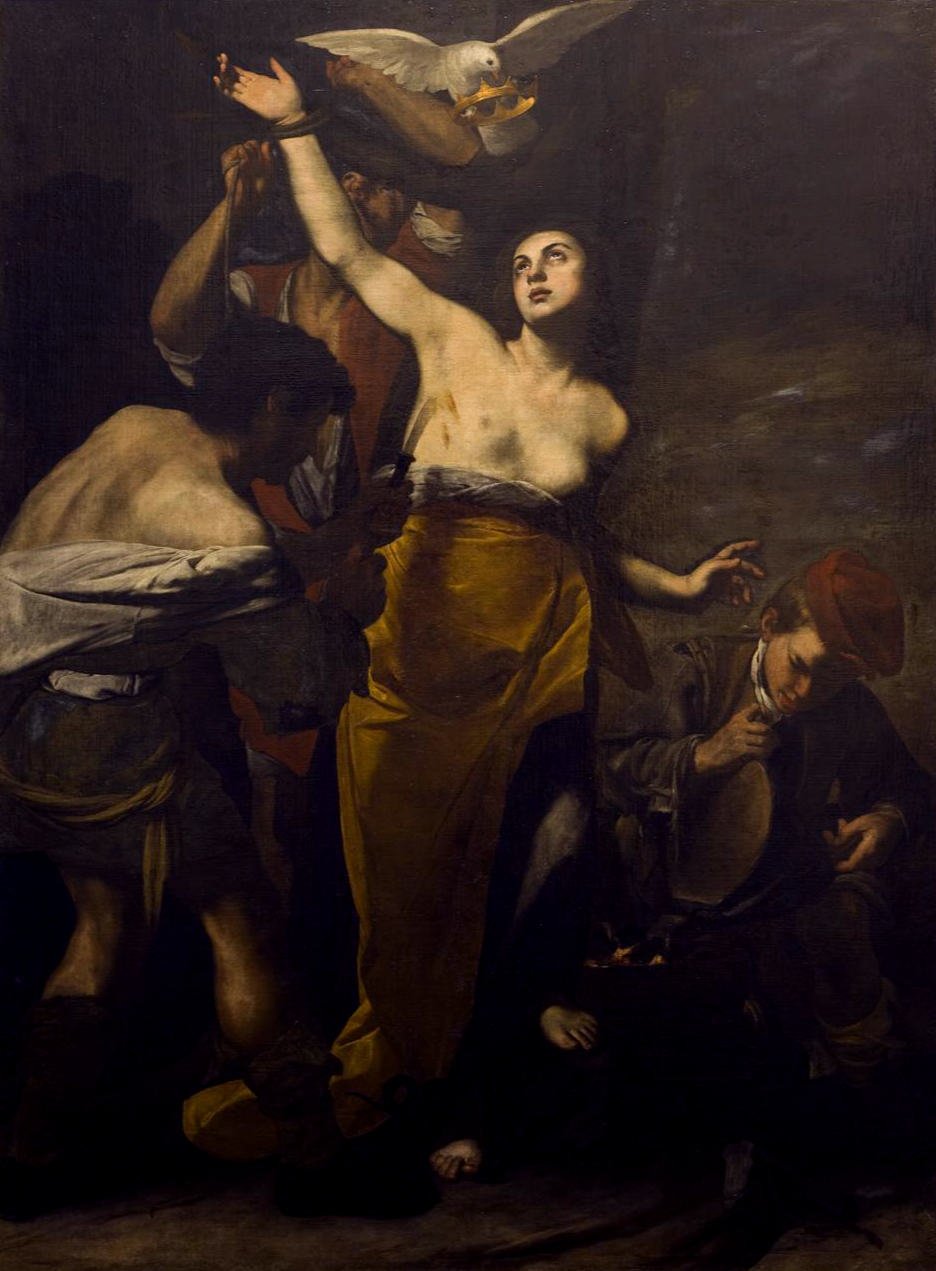
『聖アガタの殉教』 (1623-1625年頃) カポディモンテ美術館蔵
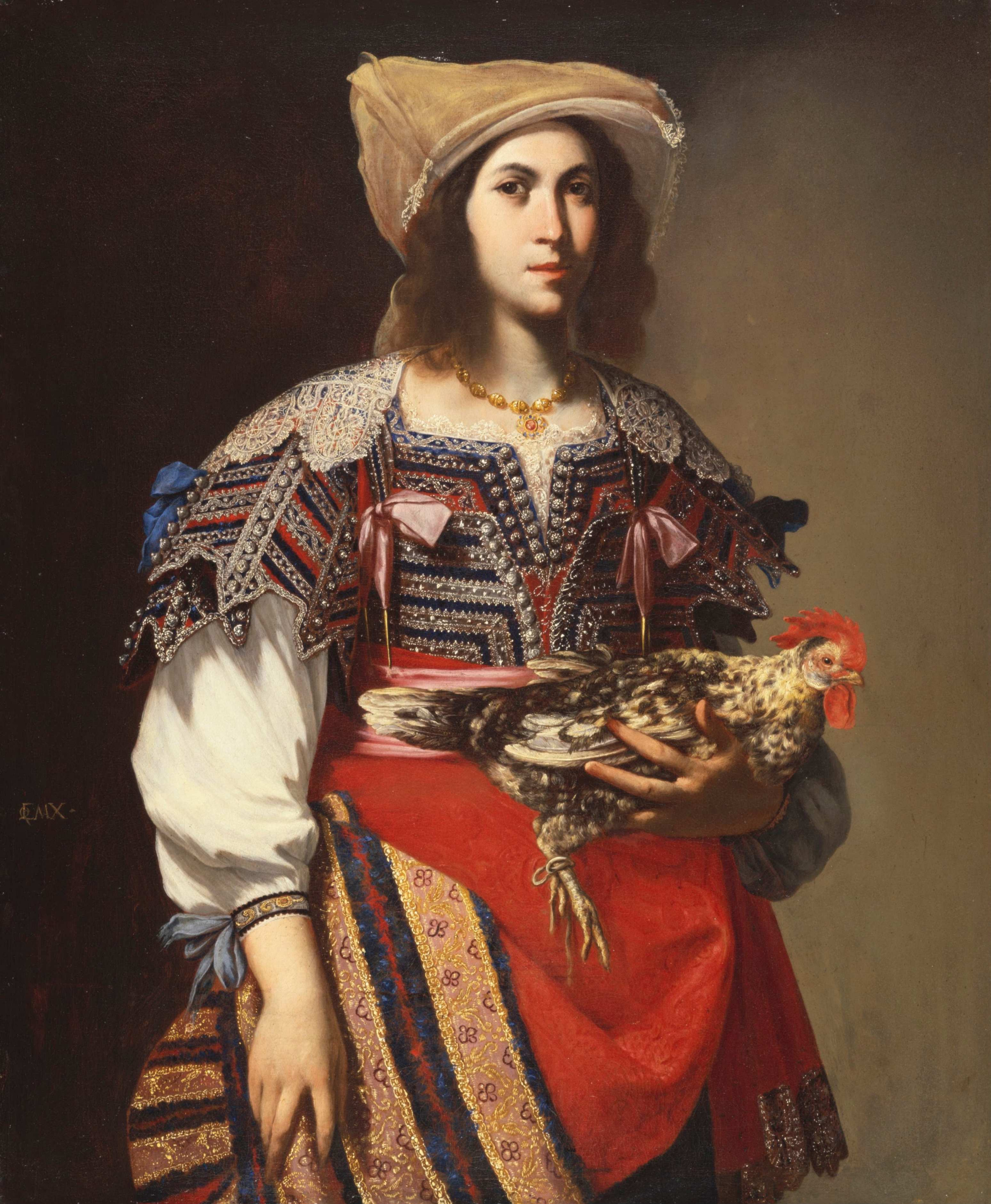
ナポリの民族衣装を着た女性 (1635) サンフランシスコ美術館蔵
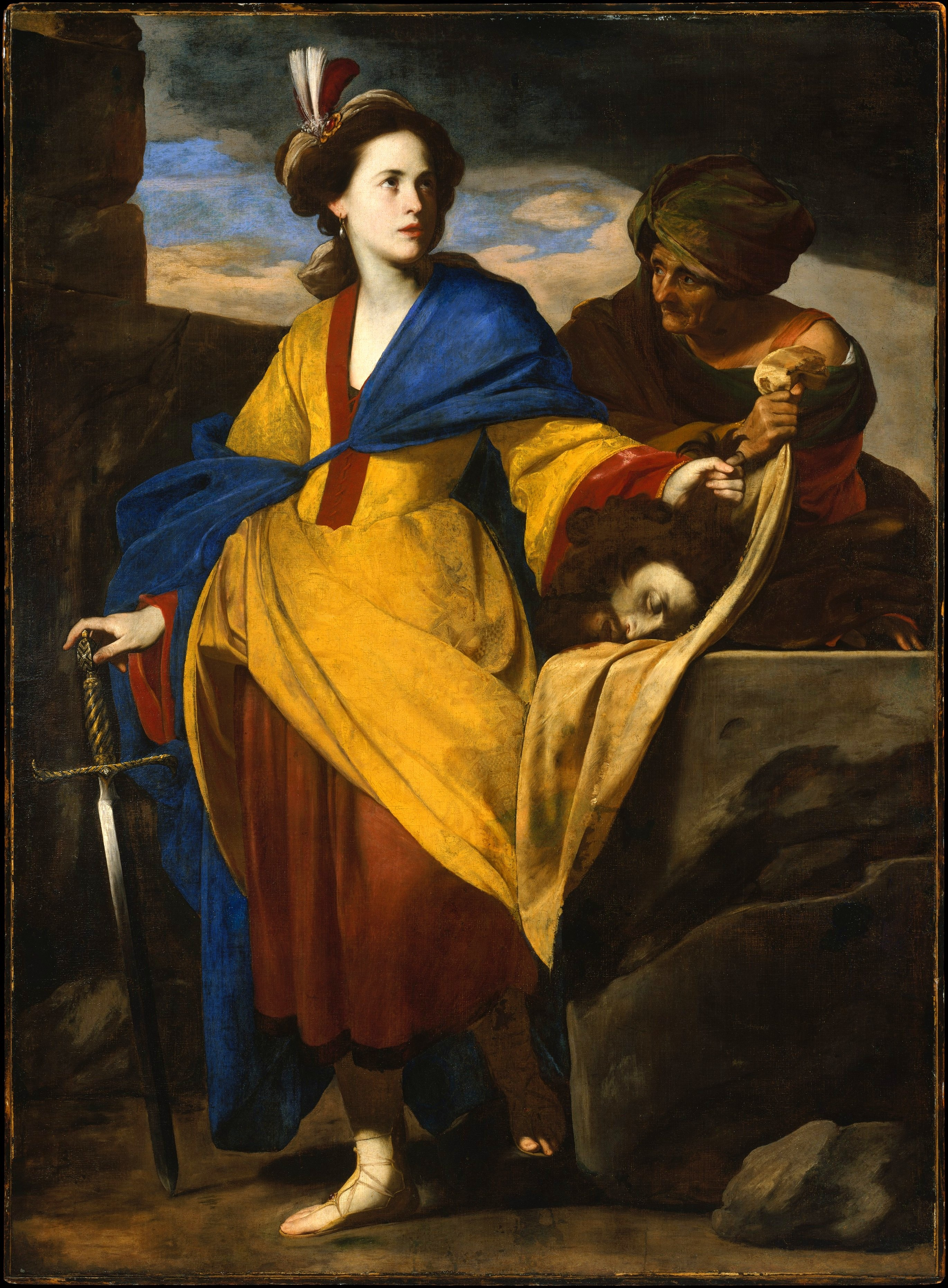
ホロフェルネスの首を持つユディト（1630/1635) メトロポリタン美術館蔵
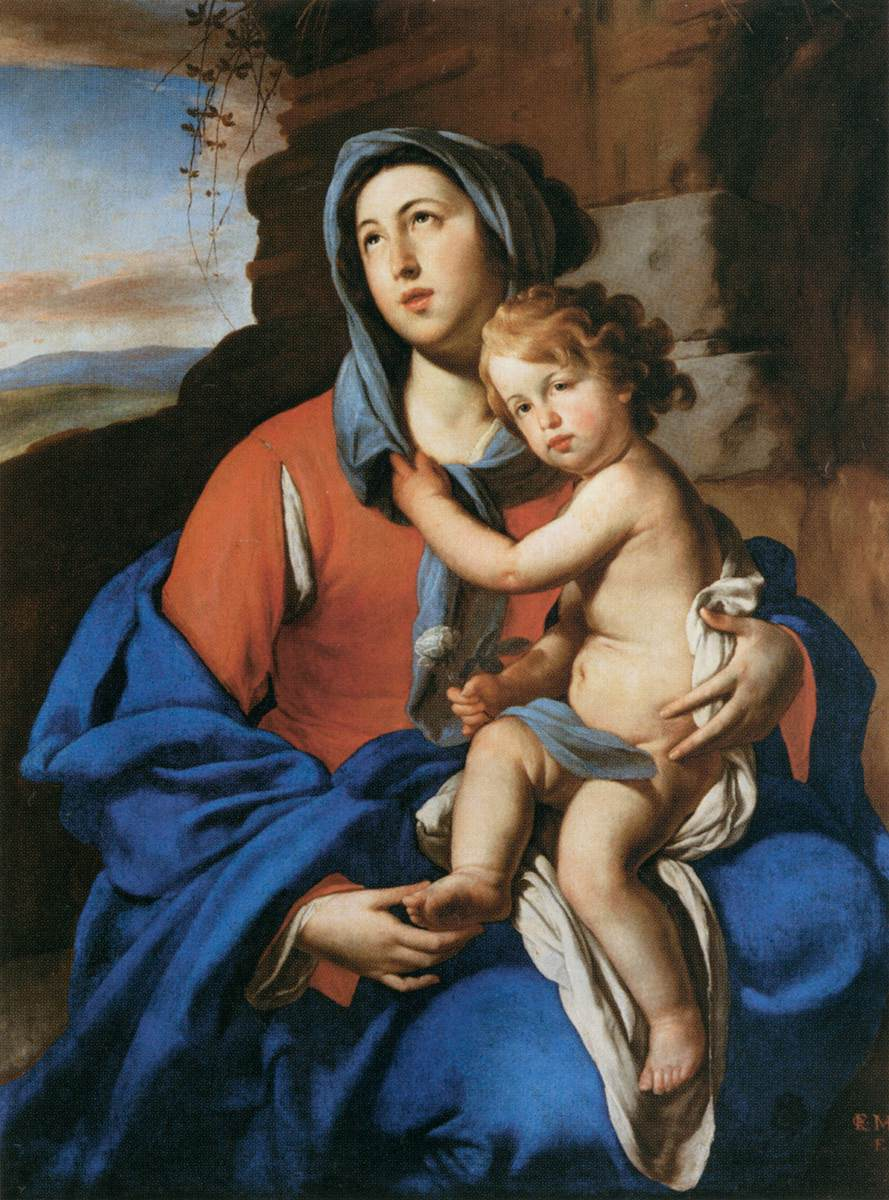
聖母子(1640/1645) ルーブル美術館蔵
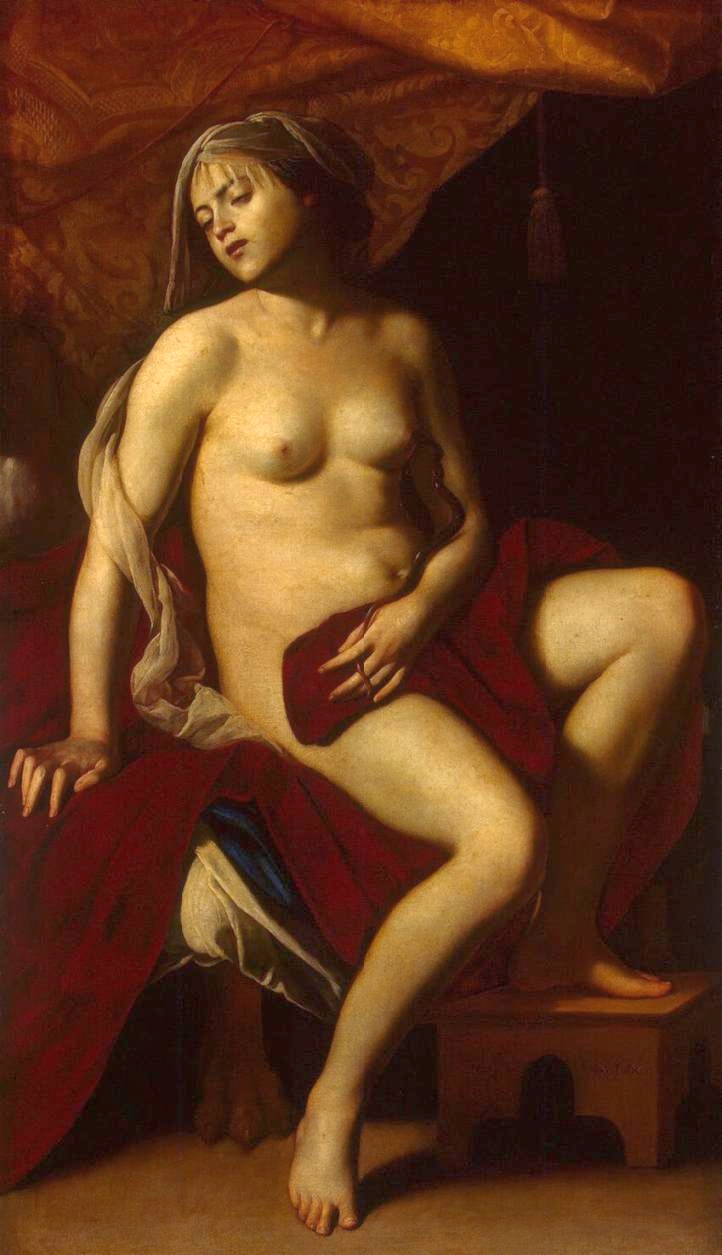
クレオパトラ(1630s) エルミタージュ美術館蔵
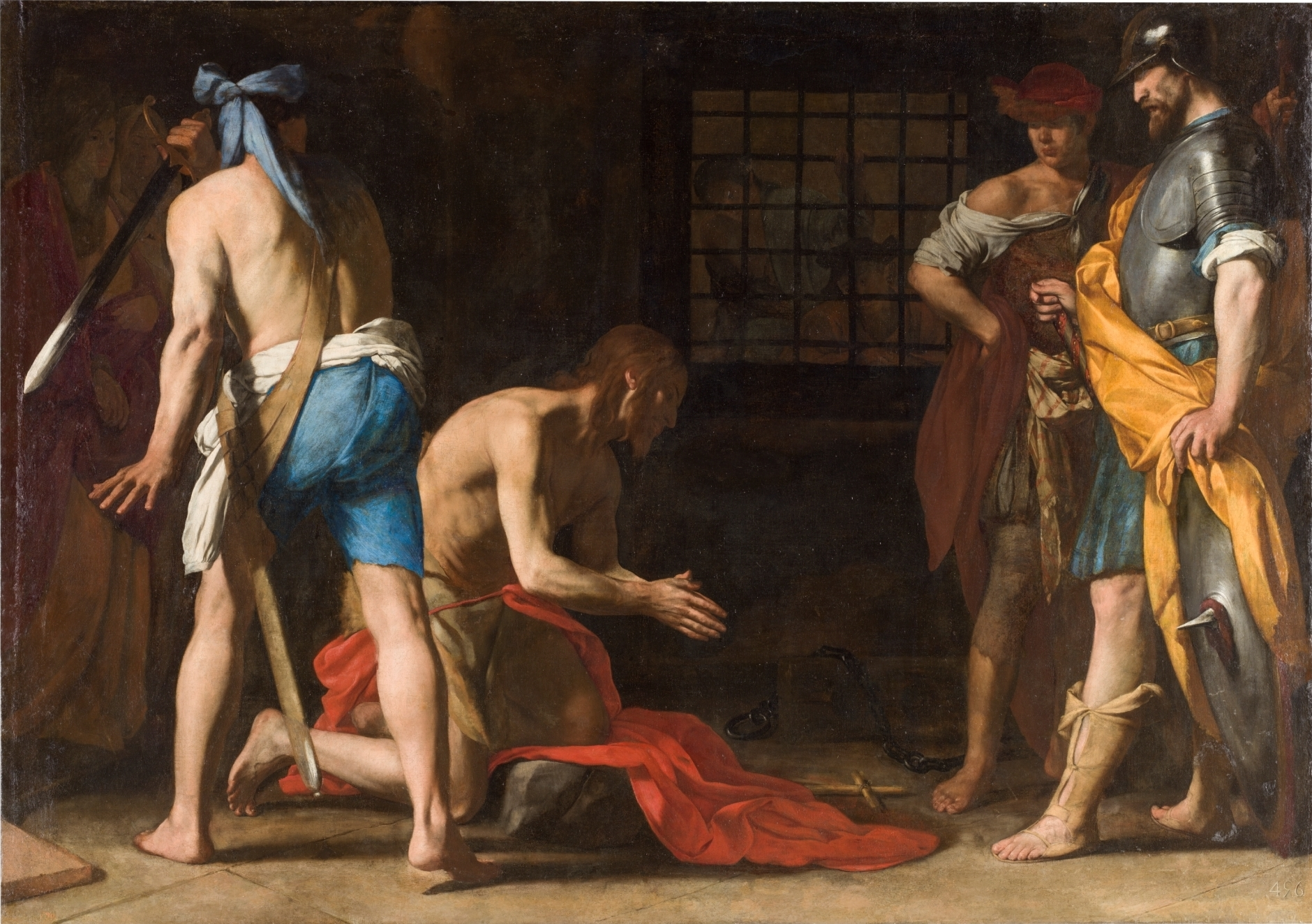
『洗礼者聖ヨハネの斬首』(c.1635) プラド美術館蔵
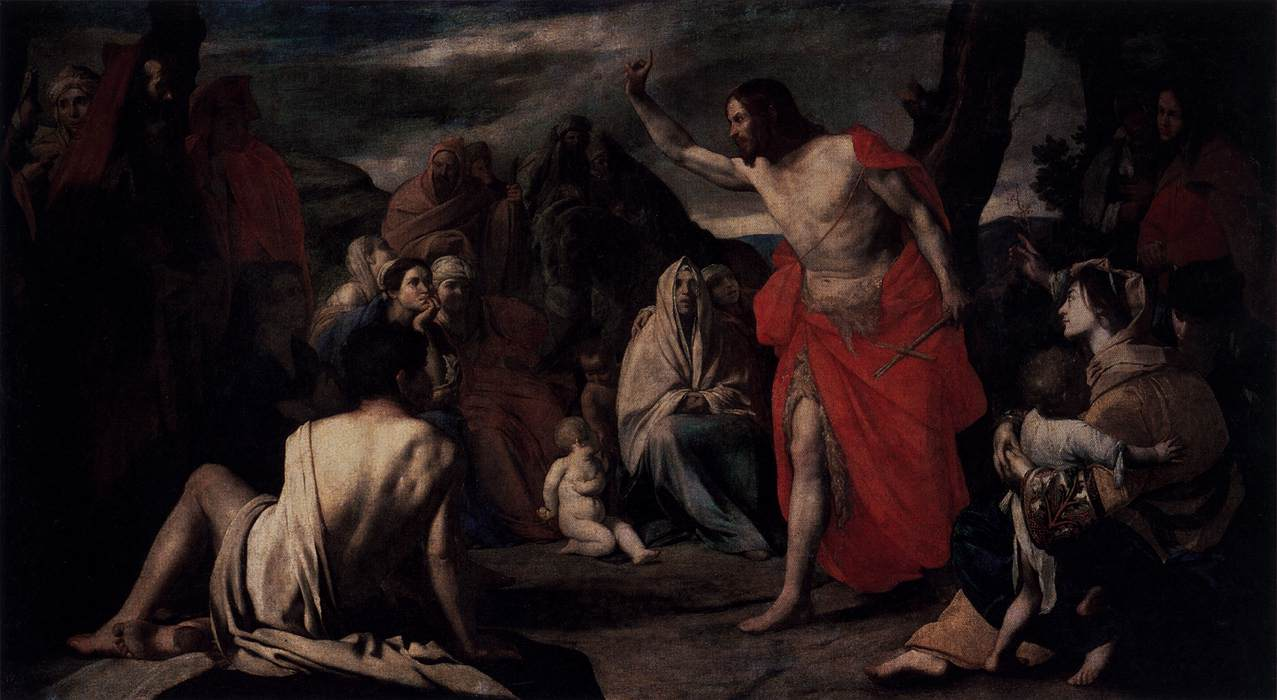
『洗礼者聖ヨハネの砂漠での説教』 (c.1634) プラド美術館蔵
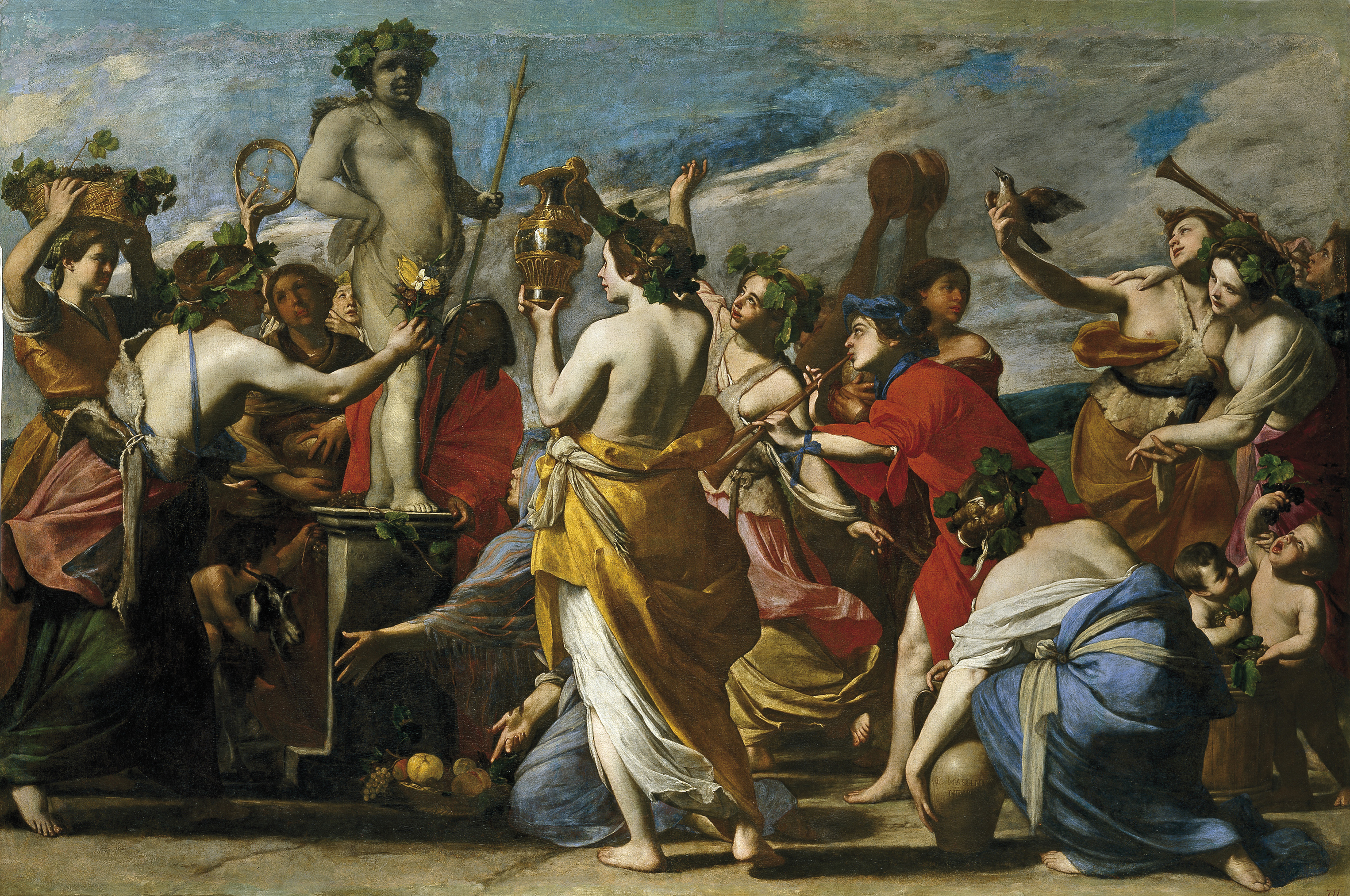
『バッカスへの奉献』(c.1634) プラド美術館蔵
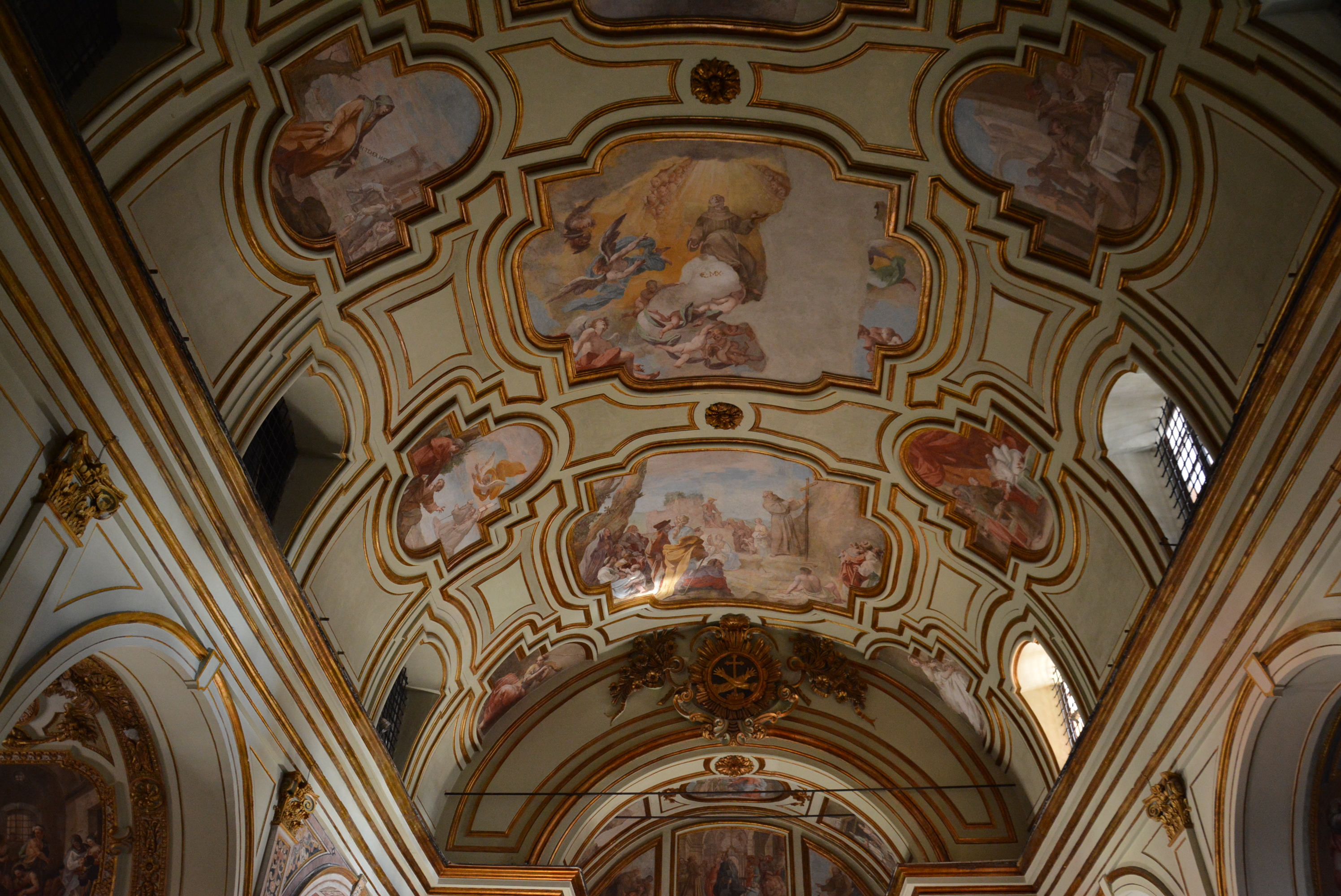
サンタ・マリア・ラ・ノヴァ教会装飾画